# Saint-Barthélemy-de-Vals
Saint-Barthélemy-de-Vals – miejscowość i gmina we Francji, w regionie Owernia-Rodan-Alpy, w departamencie Drôme.
Według danych na rok 1990 gminę zamieszkiwało 1637 osób, a gęstość zaludnienia wynosiła 81 osób/km² (wśród 2880 gmin regionu Rodan-Alpy Saint-Barthélemy-de-Vals plasuje się na 523. miejscu pod względem liczby ludności, natomiast pod względem powierzchni na miejscu 495.).